# Ted Kazanoff
Ted Kazanoff (New York, 30 augustus 1922 als Theodore Leon Kazanoff – Austin, 21 oktober 2012) was een Amerikaans acteur en theaterregisseur die bekend is van zijn rol als rechter Scarletti in de televisieserie Law & Order. Hij speelde ook in:
- Brooklyn Bridge - Mr. Nagle
- American Playhouse

Daarna werd hij leraar op de School van de Kleinkunst in Brookline en andere universiteiten. In 2009 krijgt hij de Theatre Icon Award voor zijn "Life of Commitment to Boston Theater". Zijn vrouw Lee Kazanoff, met wie hij 66 jaar getrouwd was, stierf in oktober 2012 en hijzelf drie weken later.